# Hiidensalmi
Hiidensalmi är den fjärde stadsdelen i Lojo stad. Stadsdelen ligger norr från Lojo stadscentrum mellan Anttila och Routio stadsdelar. Hiidensalmi sund i Lojosjön, över vilket Hiidensalmi bro överskrider sig, avskiljer Hiidensalmi och Routio stadsdelar. Hiidensalmi börjar i söder från Karstuvägens och Tytyrigatans korsning. Tytyrigatan fungerar också som en gräns mellan Hiidensalmis och Prästgårdens stadsdelar.

I Hiidensalmi finns Tytyri gruvmuseum. Bostadsmässan 2021 ägde rum i Hiidensalmi vid Lojosjön.

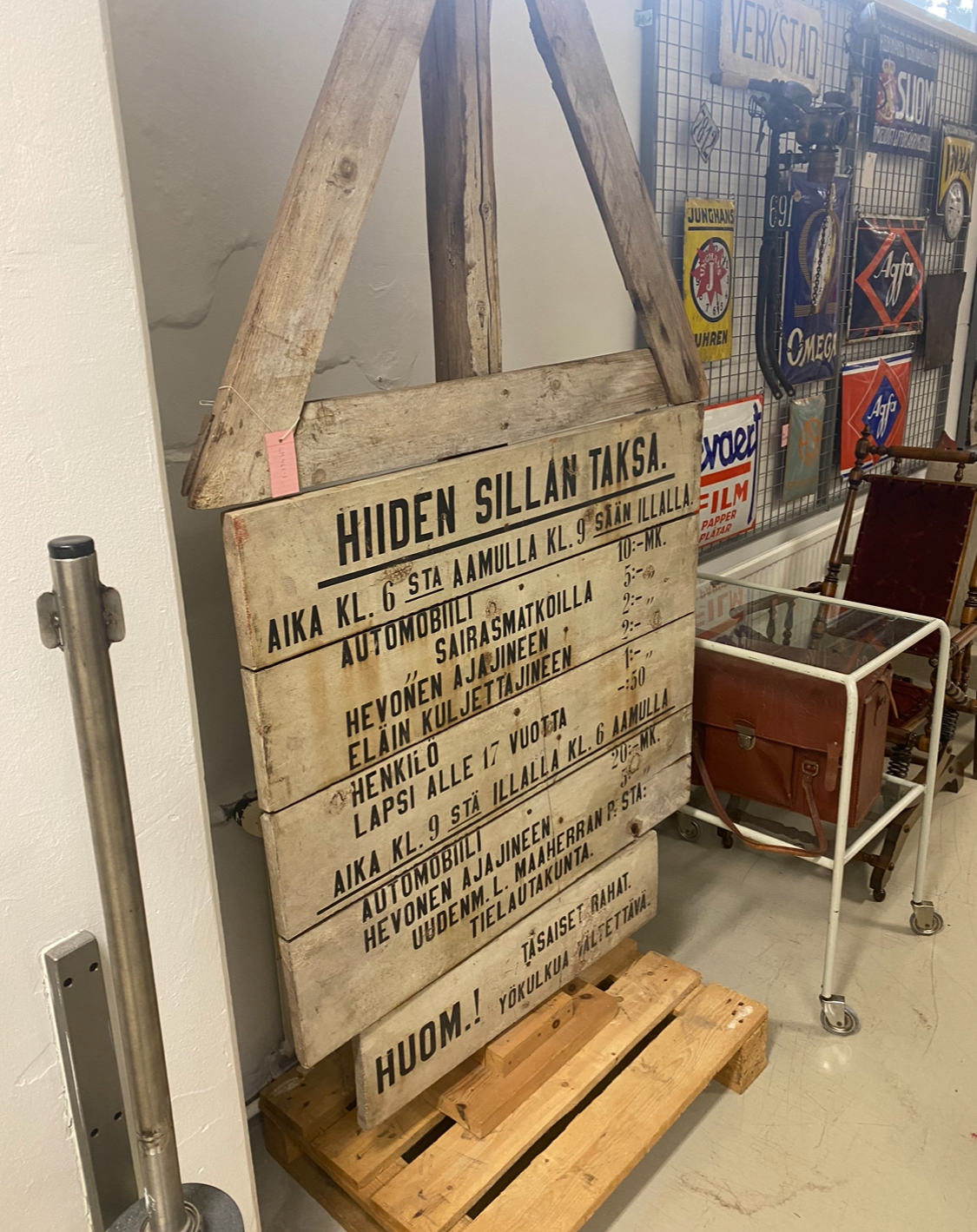
En gammal skylt med priser för att korsa Hiidensalmi bro.